# Madonna della Salute (Maser)
Madonna della Salute è una frazione del comune di Maser, in provincia di Treviso.

## Geografia fisica
A differenza degli altri centri del comune, Madonna della Salute non si trova al limitare dei colli Asolani, ma sorge più a sud, nelle campagne al confine con Altivole e Caerano di San Marco.

## Monumenti e luoghi d'interesse

### Chiesa parrocchiale
Dal punto di vista ecclesiastico. Madonna della Salute ha fatto riferimento a Coste sino al secondo dopoguerra, quando venne elevata a parrocchia autonoma. Già nel 1884 gli abitanti eressero un piccolo oratorio, cui seguì, nel 1946, la costruzione della canonica.
La chiesa attuale fu iniziata nel 1948 e consacrata nel 1962.

### Monumento ai Caduti
Fu innalzato nel 1923 secondo la volontà degli stessi abitanti. Costruito dai fratelli Tocchetto di Altivole, il manufatto consiste in un basamento di cemento su cui poggia una scultura di Giobatta Donazzan: una colonna romana dimezzata sormontata da un'aquila bronzea. Ai lati del piedistallo, delle targhe riportano i nomi dei caduti.
Rappresentò uno dei motivi che spinsero all'istituzione della parrocchia di Madonna della Salute: gli abitanti, infatti, non erano riusciti ad accordarsi con i vicini di Coste per l'erezione di un unico monumento.